# Pero brunnea
Pero brunnea là một loài bướm đêm trong họ Geometridae.